# Parc national d'Aketajawe-Lolobata
Le parc national d'Aketajawe-Lolobata est un parc national d'Indonésie situé sur l'île de Halmahera dans les Moluques. Il est déclaré parc national en 2004,.
Le parc consiste en 167 300 hectares de forêt tropicale. Il abrite 23 espèces d'oiseaux endémiques du nord des Moluques, parmi lesquelles le Paradisier de Wallace (Semioptera wallacii), le Loriot d'Halmahera (Oriolus phaeochromus), le Râle de Wallace (Habroptila wallacii), de même que Halcyon funebris et Oracina parvula. Sans compter des plantes comme Begonia aketajawensis.
Le parc abrite également une population semi-nomade, les Tugutil ( ou Tobelo Dalam (Forest Tobelo en anglais)), dont le mode de vie traditionnel est menacé par l'abattage des forêts pour créer des zones d'habitation et des plantations.
300 à 500 Togutils vivraient de façon isolé dans le parc. 

## Galerie

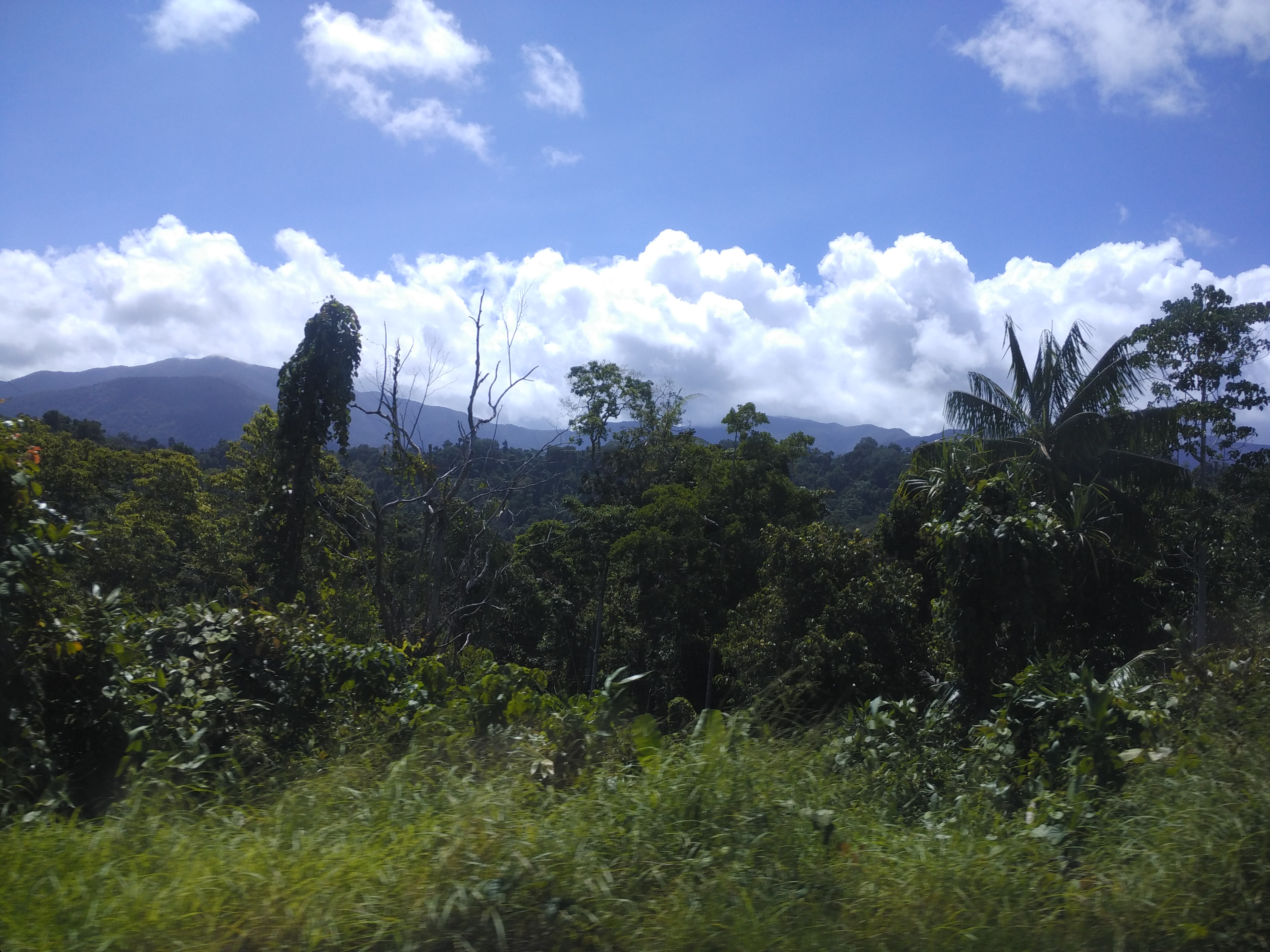
Paysage forestier typique de l'Aketajawe-Lolobata (2019)
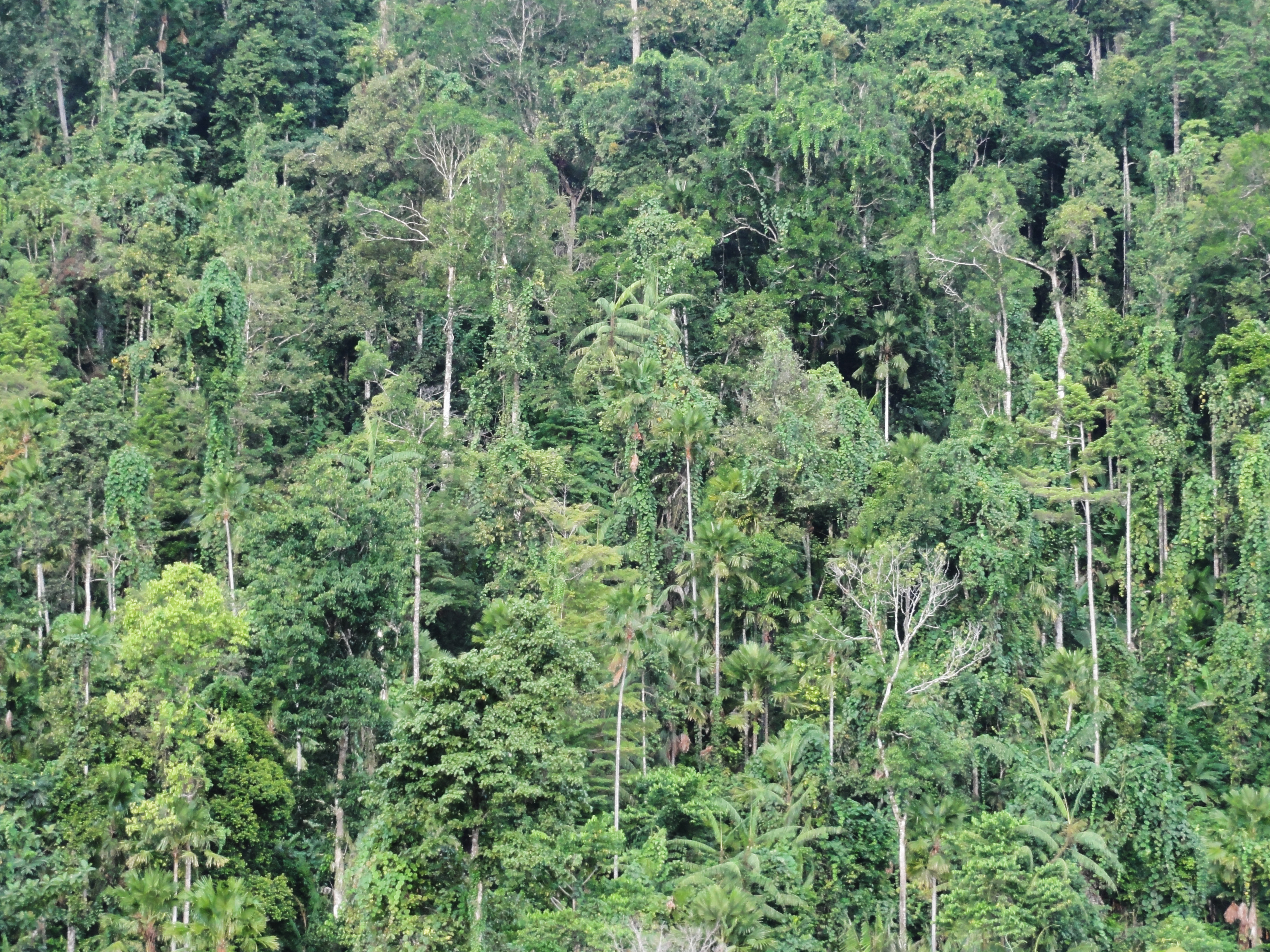
Canopée (2010)
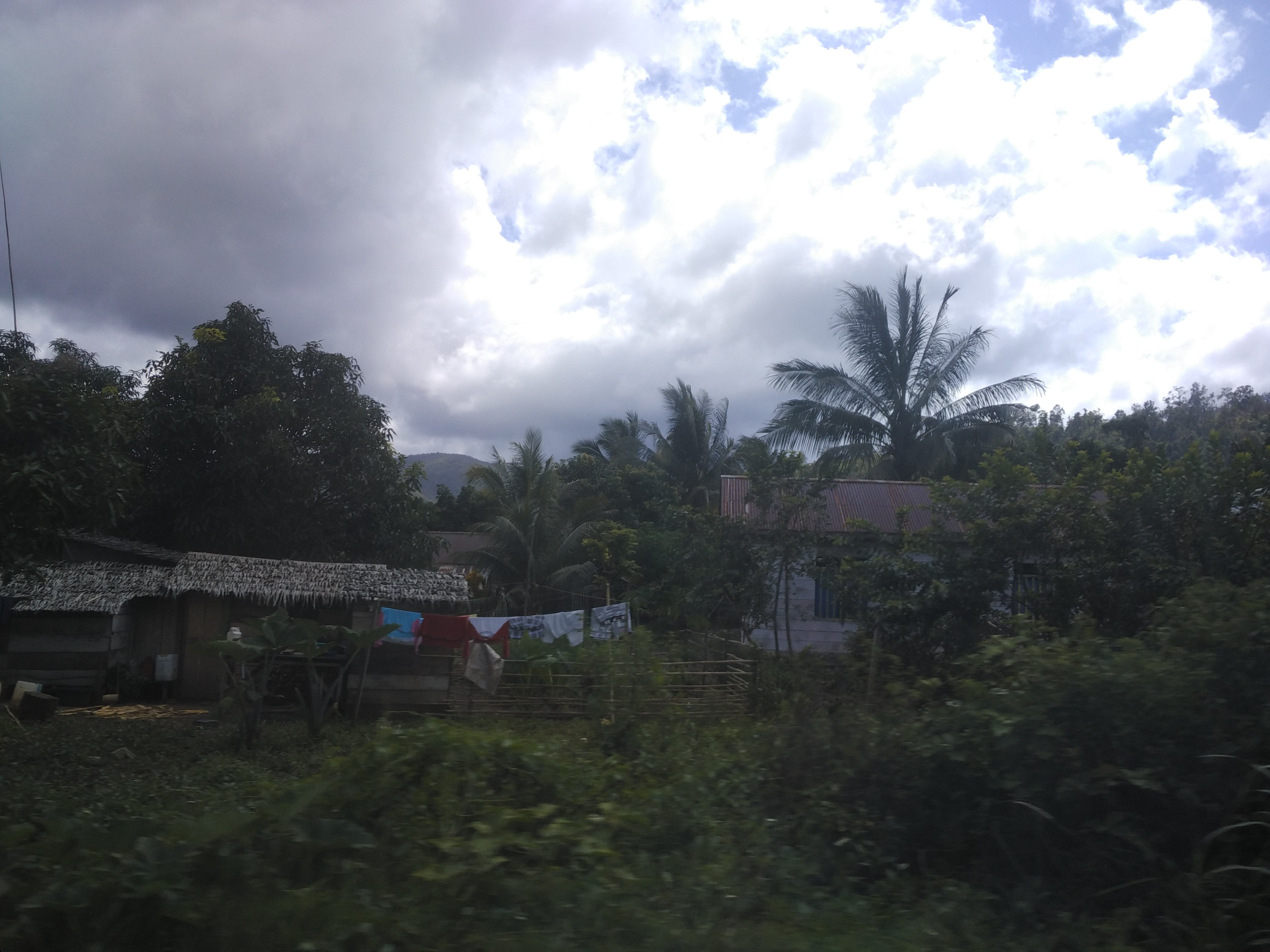
Hameau Togutil, à l'orée de la forêt (2019)